# 브로멜린
브로멜린(bromelain)은 파인애플 줄기에서 발견되는 소화효소 중 하나이다. 브로멜린은 고대 의학의 약재로 오래 전부터 추출되어서 사용되었다. 브로멜린은 고기의 연육제로 활용될 수 있다. 연육작용 외에도 브로멜린은 다이어트 등 약재로 사용될 정도로 그 효과가 뛰어났는데, 가래를 제거하는데도 효과적이다. 또한, 항염증 작용을 해서 정맥염 등을 치료하는데 널리 이용된다.

## 같이 보기
- 파파인